# Bastaardhond

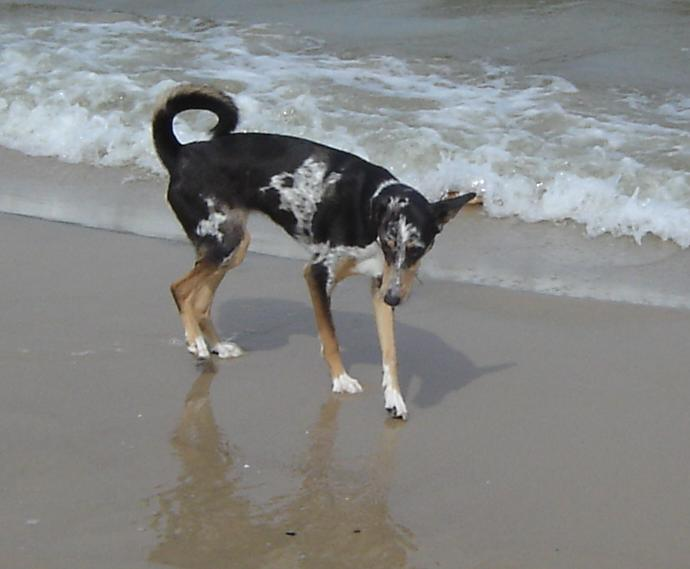
Bastaard collie/whippet

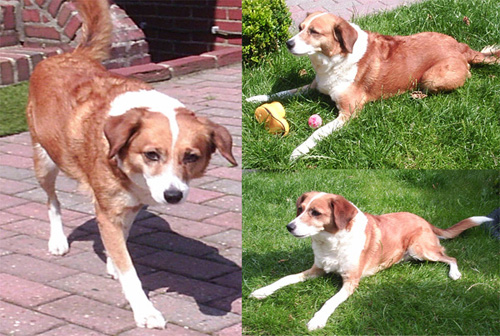
Een bastaardhond

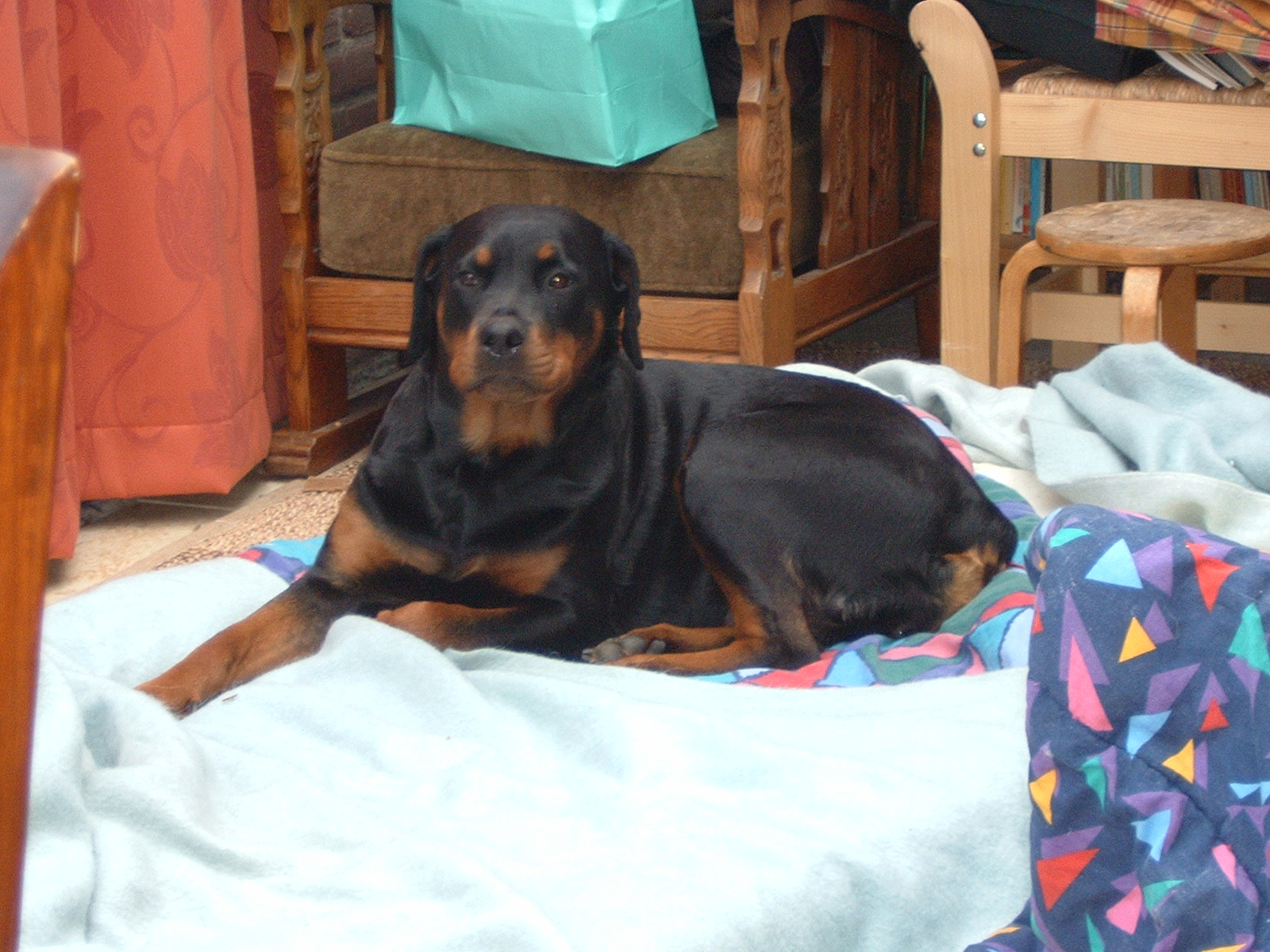
Bastaard rottweiler/labrador-retriever

De bastaardhond is een hond die niet tot een bepaald hondenras behoort. Als twee honden van verschillende rassen paren en puppy's krijgen, hebben deze eigenschappen van zowel de vader- als de moederhond. De bastaardhond wordt ook wel vuilnisbakkenras genoemd.
Een zwerf- of straathond is meestal een bastaardhond. Een zwervende hond beperkt zich namelijk doorgaans niet tot partners van hetzelfde ras.

## Gezondheid
De naam bastaardhond of vuilnisbakkenhond is een negatief klinkende aanduiding voor een hond, terwijl dit type hond  doorgaans juist een betere gezondheid heeft dan een rashond. In tegenstelling tot rashonden hebben bastaardhonden namelijk minder last van erfelijke kwalen. Doordat rashonden alleen met rasgenoten worden gekruist, neemt de genetische variatie af. Hierdoor ontstaan vaak gezondheidsproblemen en uiterlijke misvormingen die aan de volgende generatie worden doorgegeven en versterkt. Omdat bastaardhonden niet eenzijdig worden 'doorgefokt', is er een grotere genetische variatie en minder kans op kwalen. Door deze grotere genetische variatie - en dus betere gezondheid - bij de bastaardhond wordt deze wel ingezet als middel tegen inteelt bij rashonden.
Voor veel bastaardhonden is het moeilijk te zeggen van welk ras of welke rassen hun voorouders zijn. Vaak zijn beide ouders van een bastaardhond zelf ook een bastaardhond, waardoor de hond kenmerken bevat van meerdere rassen.

## Bijnaam
In de regio Rotterdam krijgen honden van een gemengd ras ook wel de bijnaam Roteb-terriër, vernoemd naar afvalverwerkingsbedrijf Roteb.